# Sphex mendozanus
Sphex mendozanus là một loài côn trùng cánh màng trong họ Sphecidae, thuộc chi Sphex. Loài này được Br�thes miêu tả khoa học đầu tiên năm 1909.